# B&B Hotels

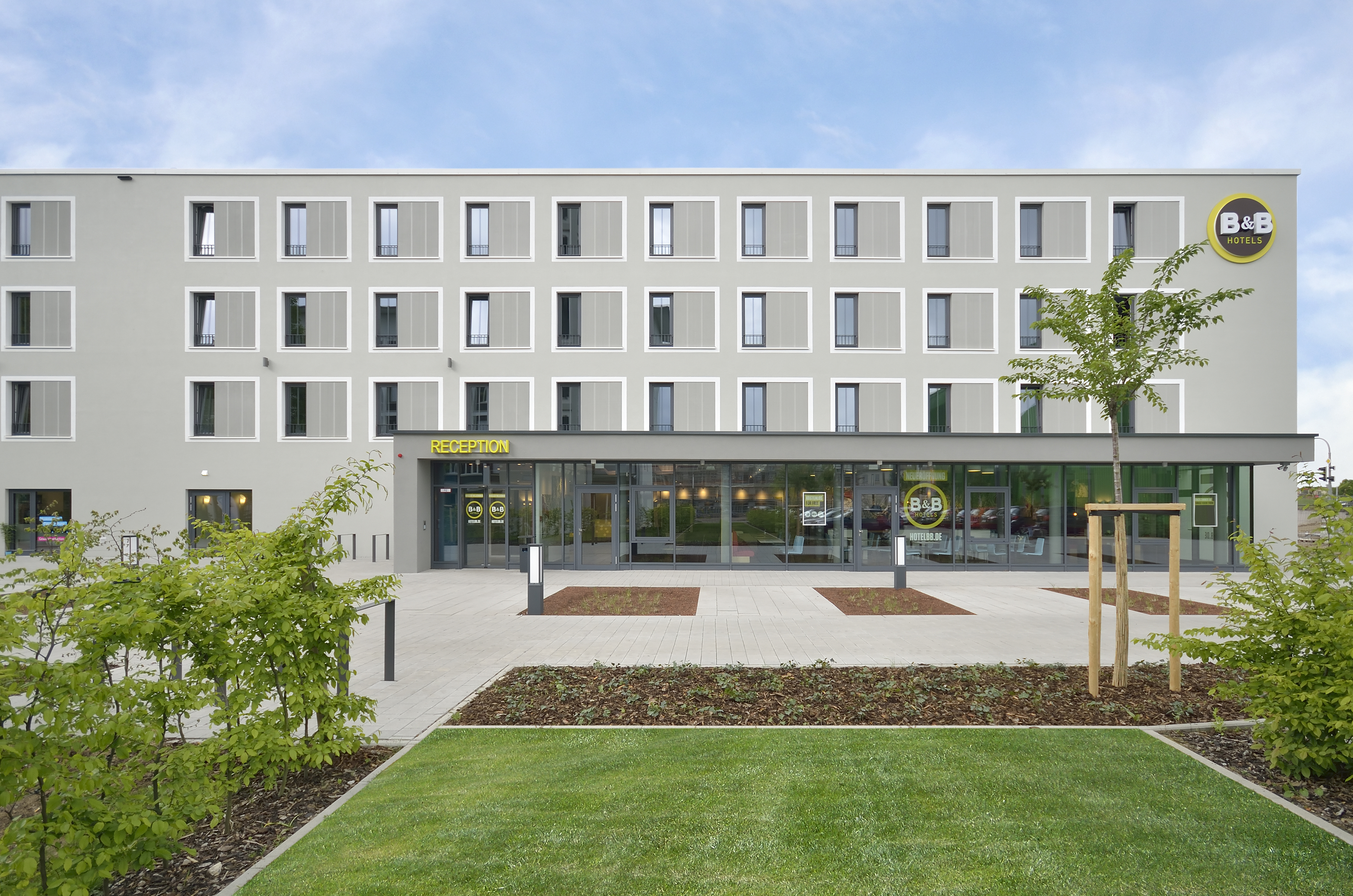
B&B Hotel Offenburg

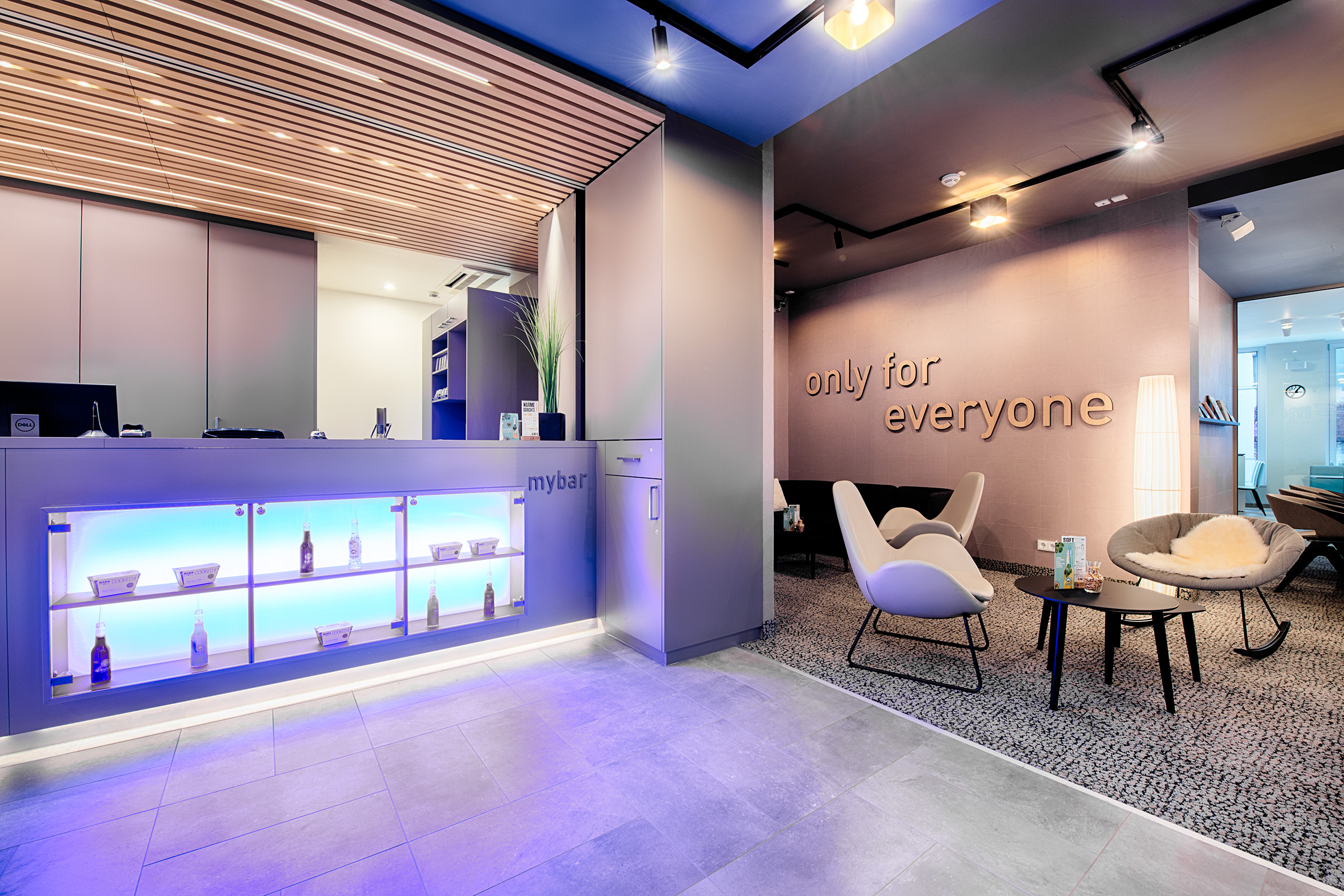
B&B Hotels Lobby

B&B Hotels ist eine französische Economy-Hotelkette, die 1990 in Brest (Finistère) gegründet wurde, und in mehrere europäische Länder expandierte. Ende 2022 verfügte die Kette über 600 Hotels in 14 Ländern, davon über 160 in Deutschland.
Das Unternehmen ist seit 2003 unter Eigentum verschiedener Private-Equity-Investoren, ab Mai 2019 in der Hand der US-amerikanischen Bank Goldman Sachs.

## Geschichte
Die Economy-Hotelgruppe B&B Hotels wurde 1990 von der französischen Firma Galaxie S.A. ins Leben gerufen. Bis 2005 entstanden in ganz Frankreich 117 B&B Hotels. 1998 gründete die Gesellschaft in Deutschland die Galaxie GmbH, die im Jahr 2006 zur B&B Hotels GmbH umfirmierte.
| Jahr | Ereignis |
| ---- | --- |
| 1990 | Gründung der Marke B&B Hotels durch François Branellec, Galaxie S.A.                                                       |
| 2003 | Übernahme durch den britischen Fonds Duke Street Capital                                                                   |
| 2005 | Verkauf der Galaxie S.A. an die französische Finanzholding Eurazeo 2006 Umfirmierung der Galaxie S.A. in Groupe B&B Hôtels |
| 2007 | Kauf der Village Hotelgruppe mit über 60 Hotels in Frankreich und zwei Hotels in Deutschland                               |
| 2010 | Übernahme der Mehrheitsanteile durch die Carlyle Group, einem der größten US-amerikanischen Private-Equity-Fonds           |
| 2016 | Übernahme der Mehrheitsanteile durch das Private-Equity-Unternehmen PAI partners                                           |
| 2019 | Übernahme der Mehrheitsanteile durch Goldman Sachs                                                                         |

## Die Entwicklung von B&B Hotels in Deutschland

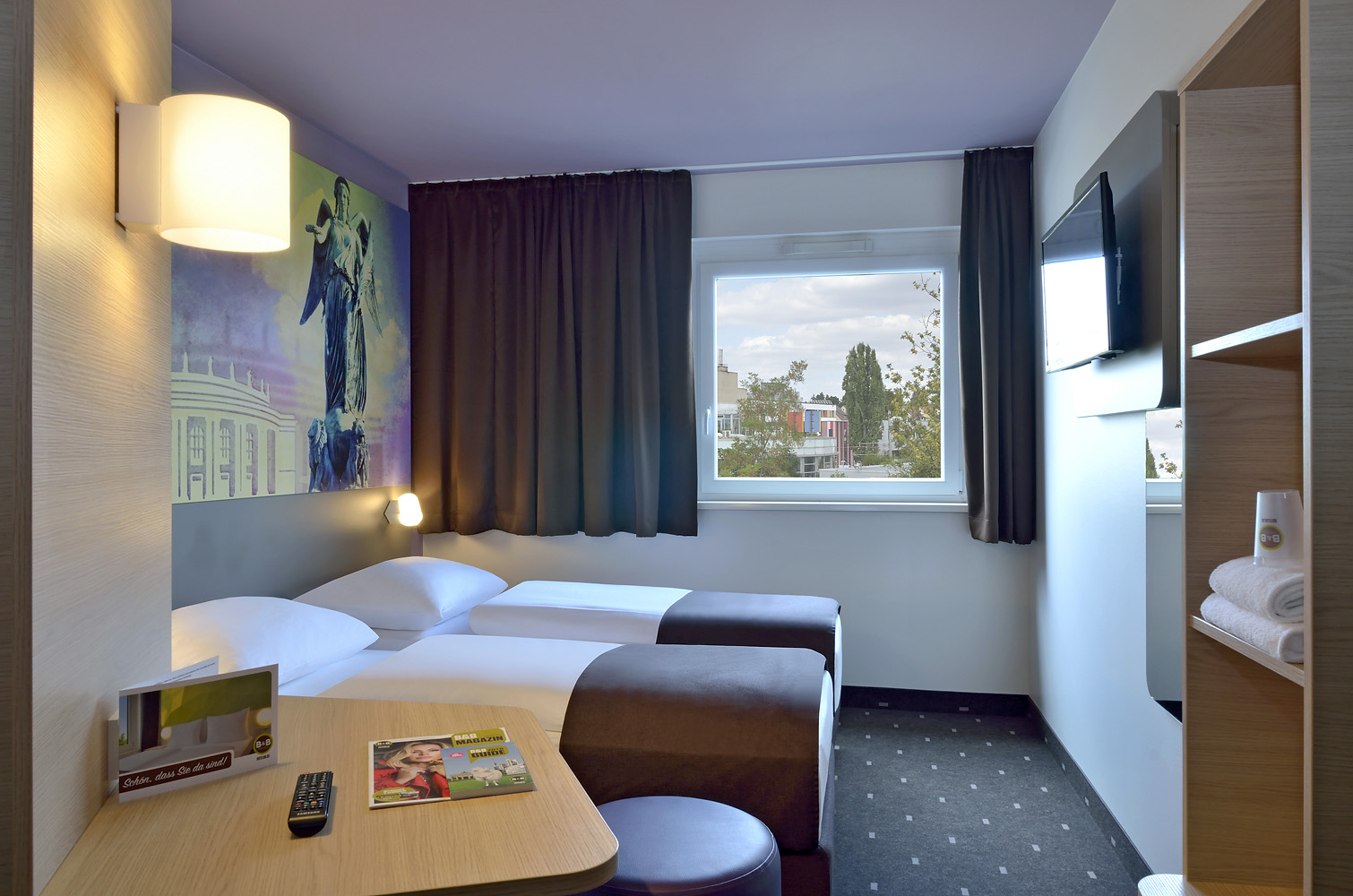
Standardzimmer

Im Jahr 1997 wurde die Tochtergesellschaft Galaxie GmbH von der Galaxie S.A gegründet. Daraufhin folgte im September des gleichen Jahres die Eröffnung des ersten Hotels in Ingolstadt. Das zweite Haus eröffnete ein knappes Jahr später im Berlin-nahen Genshagen. Daraufhin folgten dann die Standorte Hannover und Köln im Jahr 2000. In den folgenden zwei Jahren kamen Häuser in Braunschweig, Leipzig, Würselen und Bochum/Herne dazu.
2006 entstand die B&B Hotels GmbH aus einer Umfirmierung der Galaxie GmbH. Im selben Jahr wurden weitere Filialen in Frankfurt-Niederrad und München-Messe gegründet. In den folgenden Jahren kamen rund 100 weitere Hotels in ganz Deutschland hinzu. Ein weiteres starkes Wachstum ist geplant. In Deutschland kooperierte das Unternehmen bis zum Jahr 2019 mit dem Autobahndienstleister Tank & Rast.

## Einordnung
Die B&B-Hotels werden mit geringerem finanziellen und personellen Aufwand betrieben und zählen daher zu den Low-Budget-Hotels. Nach dem Hotelklassifizierungssystem der Hotelstars Union rangieren die Hotels in der Kategorie Zweistern.